# Oraciones de amor
Oraciones de Amor es el nombre del 13º álbum de estudio grabado por la cantautora española Mari Trini. Lanzado por el sello discográfico español Hispavox en 1981, contó con la producción de Danilo Vaona así como de la propia cantante. Algunas canciones destacadas del álbum son "Amor Que Estás en la Tierra" y "Te Amaré, Te Amo y Te Querré".

## Lista de Canciones
Todas las canciones escritas y compuestas por Mari Trini, exceptuó donde se indique.

| Cara A |                               |                             |          |  |
| N.º    | Título                        | Letras                      | Duración |  |
| 1.     | «Mírame»                      | Mari Trini • Maryní Callejo | 5:00     |  |
| 2.     | «El Águila Y El Gorrión»      |                             | 4:24     |  |
| 3.     | «Amor Que Estás En La Tierra» | Mari Trini • Maryni Callejo | 3:30     |  |
| 4.     | «El Producto...»              |                             | 4:39     |  |

| Cara B |                                |          |  |
| N.º    | Título                         | Duración |  |
| 1.     | «Te Amaré, Te Amo Y Te Querré» | 4:40     |  |
| 2.     | «¡Guárdate...!»                | 3:23     |  |
| 3.     | «¿En Dónde Estaré?»            | 3:28     |  |
| 4.     | «Llueve, Duele y Llueve»       | 5:20     |  |